# Zschopau
Zschopau est une ville dans les monts Métallifères centraux. La ville se trouve 15 km au sud-ouest de Chemnitz dans la vallée de la rivière Zschopau, entre 340 à 600 mètres d'altitude.

## Histoire
Zschopau a été fondée au XIIIe siècle sur la « route du sel » entre Leipzig et Prague et le commerce y a toujours occupé une place importante. Entre 1400 et 1650, l'exploitation des mines y fut très active. La ville devint un centre textile au XIXe siècle. Elle fut ensuite connue pour ses motos produites dans les usines DKW (1910-1945) puis MZ (depuis 1946). En 1922, l'usine MZ était la plus grande usine de motos du monde. Entre 1937 et 1942, la direction de l'entreprise Auto Union se trouvait à Zschopau.
Après la chute du mur de Berlin en 1989, beaucoup d'entreprises ont fermé et le chômage a augmenté. Le tourisme joue désormais un rôle plus important. Zschopau a gardé une vieille ville baroque avec un ensemble de bâtiments du XIIIe siècle autour du marché et dans les petites ruelle du centre. Le château Wildeck est construit dans le style de la Renaissance. La ville compte plusieurs musées (par exemple un musée de motos) dans le château. L'église Saint-Martin domine la silhouette de la ville et est réputée pour son orgue de Oertel.
Une autre curiosité est la mairie avec un carillon de porcelaine de Saxe qui joue à 9, 10, 12, 16 et 18 heures chaque jour.

## Tourisme
Intégrées dans l'extraordinaire culture des monts Métallifères, des fêtes diverses se déroulent pendant l'année. Le point culminant est le temps de Noël avec un marché de Noël dans le château, et beaucoup de lumières et de décorations aux fenêtres de toutes les maisons, comme partout dans la région.
Les environs sont recouverts de forêts. Beaucoup de touristes y font du trekking et, en hiver, du ski de fond.

## Personnalités liées à la commune
- David Füleki, dessinateur de comics allemand, est né à Zschopau en 1985

## Jumelages
- Louny (Tchéquie) depuis 1972
- Neckarsulm (Allemagne) depuis 1990
- Veneux-Les Sablons (France) depuis 2010